# Isabelia
Isabelia – rodzaj roślin z rodziny storczykowatych (Orchidaceae). Obejmuje 3 gatunki i 1 hybrydę występujące w Ameryce Południowej w Argentynie, Brazylii i Paragwaju.

## Systematyka
Rodzaj sklasyfikowany do podplemienia Laeliinae w plemieniu Epidendreae, podrodzina epidendronowe (Epidendroideae), rodzina storczykowate (Orchidaceae), rząd szparagowce (Asparagales) w obrębie roślin jednoliściennych.
Wykaz gatunków
- Isabelia pulchella (Kraenzl.) C.Van den Berg & M.W.Chase
- Isabelia violacea (Lindl.) C.Van den Berg & M.W.Chase
- Isabelia virginalis Barb.Rodr.

Wykaz hybryd
- Isabelia × pabstii (Leinig) C.Van den Berg & M.W.Chase (Leinig) C.Van den Berg & M.W.Chase